# Hlîbivka, Nova Ușîțea
Hlîbivka (în ucraineană Глибівка) este un sat în comuna Kurajîn din raionul Nova Ușîțea, regiunea Hmelnîțkîi, Ucraina.

## Demografie
Componența lingvistică a localității Hlîbivka
     Ucraineană (98,2%)
     Rusă (1,8%)
Conform recensământului din 2001, majoritatea populației localității Hlîbivka era vorbitoare de ucraineană (98,2%), existând în minoritate și vorbitori de rusă (1,8%).